# Ectenessa fenestrata
Ectenessa fenestrata là một loài bọ cánh cứng trong họ Cerambycidae.